# Gyraza DNA

Mechanizm działania gyrazy DNA

Gyraza DNA – enzym występujący u Procaryota (szczególnie u bakterii), należący do topoizomeraz typu II. Przy użyciu energii pochodzącej z hydrolizy ATP katalizuje on wprowadzanie ujemnych skrętów w helisie DNA.

## Budowa i znaczenie
Enzym składa się z dwóch podjednostek A, które wiążą się kowalencyjnie z rusztowaniem deoksyrybozofosforanowym DNA oraz z podjednostki B, która dostarcza energię rozkładając ATP. Aktywność tych podjednostek hamuje m.in. nowobiocyna.
Gyraza odgrywa ważną rolę w procesie replikacji, transkrypcji oraz rekombinacji.

## Inhibitory
W lecznictwie stosuje się leki, które hamują podjednostkę A gyrazy bakteryjnej w celu zahamowania rozmnażania drobnoustrojów. Leki te należą do grupy pochodnych 4-chinolonu (kwas nalidyksowy i jego pochodne, a także fluorochinolony) i wykazują działanie bakteriobójcze.